# Jakob Leuenberger (Politiker, 1823)
Jakob Leuenberger (* 23. April 1823 im Utzenstorf; † 24. Mai 1871 in Bern) war ein Schweizer Politiker und Rechtswissenschaftler. Von 1855 bis 1857 sowie von 1866 bis zu seinem Tod gehörte er dem Nationalrat an, 1860/61 war er Ständerat.

## Biografie
Leuenberger war ein Nachfahre des im Jahr 1653 hingerichteten Bauernführers Niklaus Leuenberger und verbrachte seine Jugendjahre in Utzenstorf und in Büren an der Aare, wo sein Vater als Gerichtspräsident tätig war. Nach einem Praktikum bei der Amtsschreiberei Büren begann er 1840 ein Studium der Rechte an der Universität Bern. Einen grossen Einfluss auf ihn hatte der dort lehrende Wilhelm Snell. Leuenberger schloss das Studium 1844 ab. Er nahm im März 1845 am zweiten Freischarenzug nach Luzern teil. 1846 war er als Liquidator der Bodenlasten im Kanton Bern tätig. 1847 erhielt er das Anwaltspatent und eröffnete seine eigene Kanzlei in Bern. Während des Sonderbundskriegs im November desselben Jahres gehörte er einer freiwilligen Jägerkompanie an.
Die Universität Bern ernannte Leuenberger 1848 zum Professor für bernisches Zivilrecht. Diese Ernennung kam überraschend, zumal er keine Gymnasialbildung hatte (damals war ein Studium auch ohne Matura möglich). Er beschäftigte sich überwiegend mit den bernischen Rechtsquellen und der Untersuchung der damals noch teilweise geltenden alten Land- und Stadtrechte des Kantons. Als Rechtskonsulent der Kantonsregierung war er an der Ausarbeitung zahlreicher neuer Gesetze beteiligt. In deren Auftrag bearbeitete er eine 10-bändige Gesetzessammlung. Sein Hauptwerk war ein einheitliches Zivilgesetzbuch für den Kanton Bern, das er jedoch nicht vollenden konnte.
Leuenberger vertrat radikalliberale Ansichten. 1850 trat er als Sprecher bei der Volksversammlung in Münsingen in Erscheinung. Nach der Wahl von Jakob Stämpfli in den Bundesrat kandidierte Leuenberger im Juni 1855 mit Erfolg bei einer Nachwahl um dessen Sitz im Wahlkreis Seeland. 1857 gelang ihm die Wiederwahl nicht. Der Grosse Rat wählte ihn 1860 für ein Jahr zu einem der beiden Berner Vertreter im Ständerat. Bei den Nationalratswahlen 1866 trat Leuenberger erneut an und vertrat daraufhin fünf Jahre lang den Wahlkreis Oberaargau.